# نادية فهمي (مطربة)
نادية فهمي (1931-1959)، مطربة مصرية.
كان صوتها يُستخدم كبديل لأصوات الممثلات اللاتي لا يجدن الغناء. حيث غنت مع فريد الأطرش أغنية «أنا وإنت الحب كفاية علينا»، وظهرت مريم فخر الدين مؤدية للأغنية بدلاً منها على الشاشة، في فيلم رسالة غرام عام 1954، كما ظهرت هند رستم بدلاً منها على الشاشة في أداء أغنيتي «آه يا سلام ع الهوى»، و«العين في العين» في فيلم الملاك الظالم عام 1954. كما ظهرت هند رستم بدلاً منها في الغناء في فيلم الجسد عام 1955. وغنت أغنية «يا اللي غرامك نار» في فيلم كابتن مصر.
شاركت عبد الحليم حافظ في غناء أغنية «إنت حبي» عام 1951، من كلمات محمد جلال الدين ومن ألحان عبد الحميد توفيق زكي، وكانت المناسبة تجربة بدء إرسال التلفزيون المصري من قبل شركة فرنسية، بسبب زواج الملك فاروق، والملكة ناريمان. لكن لم التجربة لم تستمر ولم يبدأ بث التلفزيون المصري إلاّ عام 1960. كما اشتركت مع عبد الحليم أيضاً في غناء أغنية وطنية هي «الفجر بدا» من كلمات مرسي جميل عزيز ولحن محمود الشريف.
رشحها الكاتب الصحفي محمد التابعي لأداء دور أسمهان، في فيلم كان مزمعٌ إنتاجه عن حياتها.

## أفلامها
شاركت بالغناء في الأفلام التالية:
- قلوب الناس (1954).
- الملاك الظالم (1954).
- مملكة النساء (1955).
- قلوب حائرة (1956).

## روابط خارجية
- نادية فهمي على موقع قاعدة بيانات الأفلام العربية